# 田中喜次
田中 喜次（たなか よしつぐ、1907年 − 1982年）は、日本の映画プロデューサー、映画監督、アニメーター。

## 人物
帝国キネマの技術部にいたが、退職。1929年、京都で静養中、同志社大学の学生を中心としたアマチュアの映画グループ童映社や京都影絵座に参加。1930年に日本プロレタリア映画同盟（ブロキノ）の京都支部にいた松崎啓次との縁があり、ブロキノとの協力のもとに影絵アニメーション映画を製作した。
1933年、京都のJ.O.スタヂオトーキー漫画部に入り、切紙アニメーションに取り組む。1935年まで、アニメーションに従事。劇映画『かぐや姫』（1935年）では、パペットアニメやミニチュアを使った合成が行われ、円谷英二（1934年から1937年までJ.O.スタヂオ在籍）や政岡憲三（1935年から1937年までJ.O.スタヂオ在籍）とも共同作業をするなど、日本のアニメーション・特殊撮影の担い手たちと腕を磨きあっている。
1934年、日活京都撮影所の漫画部に協力する。1936年、J.O.スタヂオトーキー漫画部が閉鎖。実写劇映画の監督に転向。1937年7月7日、参加していた文化映画撮影班が盧溝橋事件に居合わせたことで撮影したフィルムを同盟通信社が譲り受けた。記録映画へ転向したのち同盟と内閣情報局による『新大陸』(1938年)では構成を担当した。1939年、十字屋映画部（後に日本映画社に統合）へ。戦後は日本映画社の解体に伴い、退社。その後、電通映画社に入り、映画部長に就任。
人形映画製作所と組んで、初めての本格人形アニメーション『瓜子姫とあまのじゃく』（1956年）の脚本を担当した。
監督した記録映画『綿紡績シリーズ第2編 進んだ技術』（1956年）が教育映画祭特別賞、脚本・監督を担当した記録映画『のびゆく鉄道』（1960年）が日本紹介映画コンクール特別作品賞を受賞。

## フィルモグラフィ
- 影絵映画『煙突屋ペロー』（1930年、童映社）演出・原作・脚本
- アニメ『特急艦隊』（1933年、J.O.スタヂオ）作画
- アニメ『黒猫萬歳』（1933年、J.O.スタヂオ）作画
- アニメ『猿くんのカメラマン』（1933年、J.O.スタヂオ）作画
- アニメ『オモチャ箱シリーズ第3話 絵本一九三六年』（1934年、J.O.スタヂオ）作画
- アニメ『ポンポコ武勇伝』（1934年、J.O.スタヂオ）作画
- 劇映画『かぐや姫』（1935年、J.O.スタヂオ）作画演出
- 劇映画『満州義軍　花大人』（1936年、J.O.スタヂオ.＝太秦発声映画）監督
- 記録映画『曦光〔シイ・コワン〕Ｓｈｉ−Ｋｏｎｇ』（1938年、同盟通信社）
- 記録映画『新大陸建設の記録』（1938年、同盟通信社）製作
- 記録映画『映画は前進する』（1941年、十字屋文化映画部、撮影＝坂齋小一郎ら）製作
- 教育映画『子供の工作』（1942年、十字屋文化映画部）脚本
- 教育映画『セロひきのゴーシュ』（1949年、日本映画）演出・製作・脚本
- 記録映画『氷雪に挑む 寒地保線の人々』（1952年、内外映画社）脚本
- 記録映画『鳥島のあほうどり』（1953年、共同映画社、製作＝坂齋小一郎）構成・編集
- アニメ『つるのはね』（1956年、共同映画社＝日本アニメーション映画社）脚本・監督
- アニメ『瓜子姫とあまのじゃく』（1956年、電通映画＝人形映画製作所）脚本
- アニメ『五匹の子猿たち』（1956年、電通映画＝人形映画製作所）脚本・監督
- アニメ『ふしぎな太鼓』（1957年、電通映画＝人形映画製作所）監督
- 記録映画『綿紡績シリーズ第2編 進んだ技術』（1958年、財団法人中央教育研究所）監督
- アニメ『こぶとり』（1958年、電通映画＝人形映画製作所）脚本
- 記録映画『のびゆく鉄道』（1960年、電通映画社、日本国有鉄道）脚本・監督
- 記録映画『子鬼の祭』（1961年、電通映画社、東京中央人形劇場）脚本